# James Billington
James Hadley Billington, född 1 juni 1929 i Bryn Mawr, Pennsylvania, död 20 november 2018 i Washington, D.C., var en amerikansk historiker. Han har varit professor i historia vid Princeton University och var 1987–2015 chefsbibliotekarie för kongressbiblioteket.

## Biografi

### Utbildning
Billington föddes i Bryn Mawr, Pennsylvania. Han tog examen vid Princeton University 1950 med högsta betyg. Tre år senare disputerade han vid Balliol College, University of Oxford, där han forskat som Rhodesstipendiat.

### Karriär
Efter bland annat armétjänstgöring undervisade han i historia vid Harvard University mellan 1957 och 1962 och var professor i historia vid Princeton University mellan 1964 och 1973.
Från 1973 till 1987 var Billington chef för Woodrow Wilson International Center for Scholars i Washington. Under sin tid som chef för centret grundade Billington bland annat Kennan Institute for Advanced Russian Studies och tidskriften Wilson Quarterly.
Den 14 september 1987 svors Billington in som chefsbibliotekarie för kongressbiblioteket. Han är den trettonde personen som innehar den befattningen sedan kongressbiblioteket grundades 1800. Hans utnämning bekräftades enhälligt av senaten.
I juni 1988 deltog han tillsammans med USA:s dåvarande president Ronald Reagan i ett toppmöte med sovjetiska ledare i Moskva.

### Övriga engagemang
Billington var medlem i Council on Foreign Relations och satt länge i redaktionsrådet för Foreign Affairs. Han grundade Open World Program och var styrelseordförande i Open World Leadership Center.

### Utmärkelser
Billington erhöll flera hedersdoktorat, bland annat från University of Oxford, och ett stort antal ordnar, medaljer och andra utmärkelser, som till exempel Princeton Universitys Woodrow Wilson Award och den tyska orden Bundesverdienstkreuz.

### Privatliv
Billington var gift med Marjorie Anne Billington (namn som ogift: Brennan). De fick fyra barn: Susan Billington Harper, Anne Billington Fischer, James Hadley Billington Jr. och Thomas Keator Billington. Susan Billington Harper har, precis som sin far, erhållit Rhodesstipendiet och doktorerat vid University of Oxford.

## Forskning
Billington forskade om rysk historia och skrev flera böcker om Ryssland. Han skrev och var presentatör i en tv-serie om Ryssland i tre delar, The Face of Russia, producerad av Public Broadcasting Service.

## Utmärkelser
- Hederslegionen (2007)
- Kommendör av Arts et Lettres-orden (1991)
- Kommendör av Södra korsets orden (2002)
- Kommendör av Italienska republikens förtjänstorden (2002)
- Stora kommendörskorset av Förbundsrepubliken Tysklands förtjänstorden (1995)
- Stora Mugunghwaorden (1991)